# Hamburg-Duvenstedt
Duvenstedt ist ein Stadtteil der Freien und Hansestadt Hamburg im Bezirk Wandsbek. Es ist eines der Walddörfer.

## Geschichte
Duvenstedt wurde erstmals 1261 erwähnt. Die Bauern leisteten zu diesem Zeitpunkt ihren Zehnt an das Hamburger Domkapitel. Der Name verweist nach einer nicht wissenschaftlichen Lesart von Horst Beckershaus auf eine frühere Entstehung durch einen sächsischen Dorfgründer namens Duvo – wobei die Nachsilbe ‑stedt einen „Standort auf sicherem Boden“ bezeichnet, zumeist ein Runddorf. Nach einer wahrscheinlicheren Lesart des Ortsnamens, der auch in den schleswig-holsteinischen Gemeinden Alt Duvenstedt und Neu Duvenstedt enthalten ist, entspricht der erste Namensbestandteil vielmehr altsächs. dûvâ bzw. niederdts. duuf „Taube“ und schließt sich auf diese Weise nahtlos an andere regionale Ortsbezeichnungen wie Duvenacker „Taubenacker“, Duvensee „Taubensee“ oder Duvenwischen „Taubenwiesen“ an.
Der Herzog von Lauenburg verpfändete das Dorf im Jahre 1571 an den holsteinischen Herzog Adolf. Seit dem 15. Jahrhundert gehörte es zum alten landesherrlichen Amt Tremsbüttel. Ab 1693 kam es wirtschaftlich zum neu gebildeten Kanzleigut Tangstedt, dem bis in das Jahr 1876 Hand- und Spanndienste geleistet werden mussten. 1830 bestanden in Duvenstedt sieben Voll- und acht Halbhufen sowie 16 Hauseigentümerstellen.
Mit der endgültigen Einführung der preußischen Kommunalverfassung 1889 kam Duvenstedt zum Amtsbezirk Tangstedt im Kreis Stormarn. 1938 wurde es im Rahmen des 1937 beschlossenen Groß-Hamburg-Gesetzes nach Hamburg eingemeindet.

## Bevölkerung
- Anteil der unter 18-Jährigen: 20,1 % [Hamburger Durchschnitt: 16,8 % (2023)][4]
- Anteil der Haushalte mit Kindern: 24,6 % [Hamburger Durchschnitt: 17,8 % (2023)][4]
- Anteil der über 64-Jährigen: 20,4 % [Hamburger Durchschnitt: 17,8 % (2023)][4]
- Ausländeranteil: 8,2 % [Hamburger Durchschnitt: 20,7 % (2023)][4]
- Anteil von Leistungsempfängern nach SGB II: 5,0 % [Hamburger Durchschnitt: 10,0 % (2023)][4]
- Arbeitslosenquote: 2,8 % [Hamburger Durchschnitt: 6,2 % (2023)][4]

Duvenstedt zählt zu den wohlhabenden Hamburger Stadtteilen. Die durchschnittlichen jährlichen Einkünfte pro Steuerpflichtigem betrugen hier im Jahre 2020 etwa 76.442 Euro und sind deutlich höher als der Hamburger Durchschnitt (48.035 Euro).

### Einwohnerentwicklung
- 1938: 1.200
- 2002: 5.876
- 2007: 6.239
- 2013: 6.241
- 2015: 6.247[5]
- 2023: 5.977

## Politik

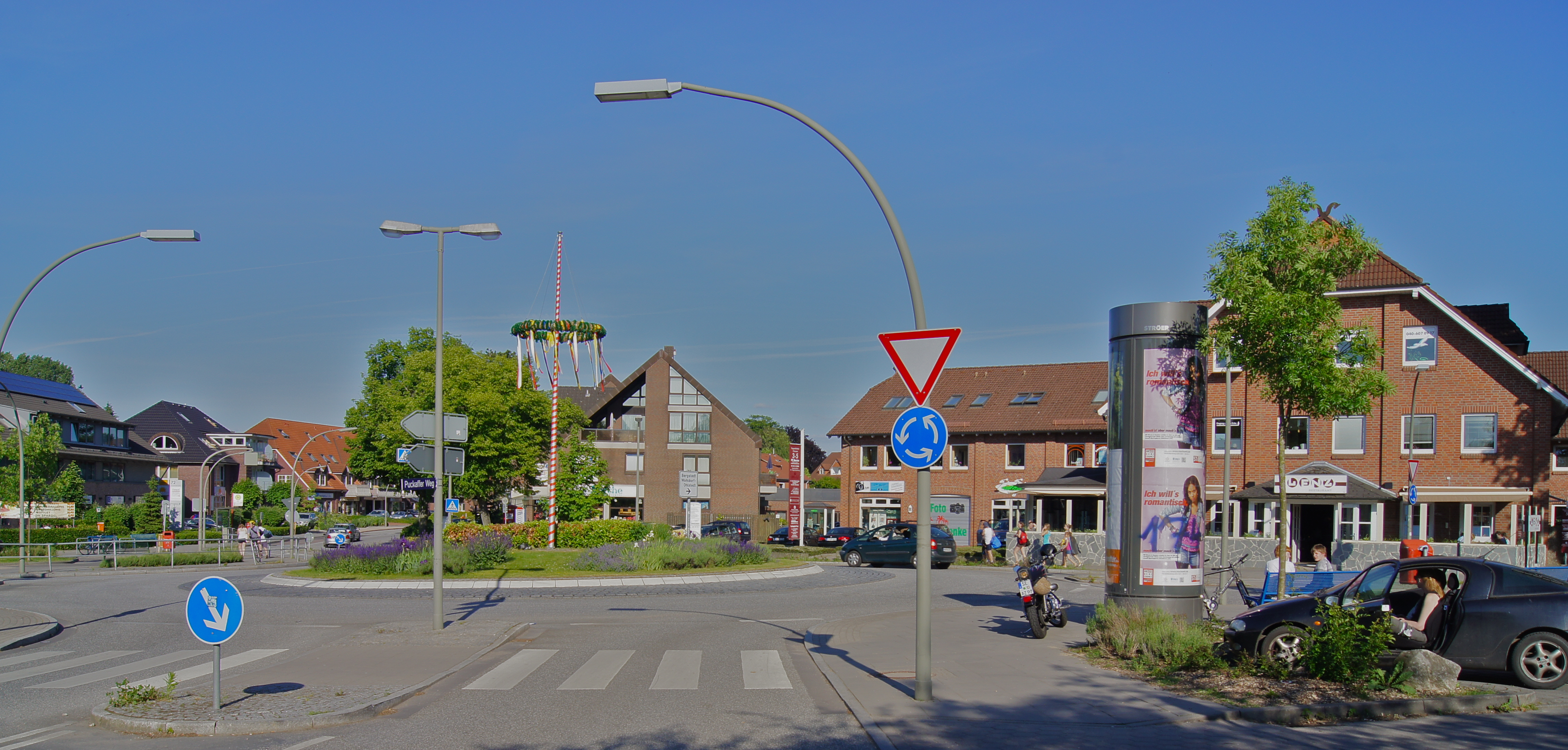
Kreisel im Dorfkern

Für die Wahl zur Hamburgischen Bürgerschaft gehört Duvenstedt zum Wahlkreis Alstertal – Walddörfer.

### Wahlergebnisse
|                             | CDU    | SPD    | Grüne1) | AfD    | Linke2) | FDP    | Übrige   |
| Bürgerschaftswahl 2025      | 35,4 % | 30,0 % | 15,0 %  | 07,9 % | 04,3 %  | 02,4 % | 05,0 %   |
| Bürgerschaftswahl 2020      | 17,3 % | 39,1 % | 23,5 %  | 04,8 % | 03,2 %  | 08,3 % | 03,8 %   |
| Bürgerschaftswahl 2015      | 20,7 % | 44,6 % | 10,5 %  | 06,4 % | 03,5 %  | 11,5 % | 02,8 %   |
| Bürgerschaftswahl 2011      | 28,8 % | 44,2 % | 10,8 %  | –      | 02,9 %  | 09,8 % | 03,5 %   |
| Bürgerschaftswahl 2008      | 56,8 % | 24,0 % | 09,8 %  | –      | 02,3 %  | 06,1 % | 01,0 %   |
| Bürgerschaftswahl 2004      | 59,9 % | 21,2 % | 11,7 %  | –      | –       | 04,0 % | 03,2 %   |
| Bürgerschaftswahl 2001      | 35,4 % | 28,6 % | 08,7 %  | –      | 00,3 %  | 07,4 % | 19,6 %3) |
| Bürgerschaftswahl 1997      | 41,7 % | 27,4 % | 11,4 %  | –      | 00,2 %  | 05,3 % | 14,0 %4) |
| Bürgerschaftswahl 1993      | 38,8 % | 26,7 % | 11,0 %  | –      | –       | 06,3 % | 17,2 %5) |
| Bürgerschaftswahl 1991      | 50,4 % | 31,3 % | 06,8 %  | –      | 00,1 %  | 09,2 % | 02,2 %   |
| Bürgerschaftswahl 1987      | 52,7 % | 32,3 % | 04,6 %  | –      | –       | 09,6 % | 00,8 %   |
| Bürgerschaftswahl 1986      | 52,3 % | 30,6 % | 08,1 %  | –      | –       | 08,4 % | 00,6 %   |
| Bürgerschaftswahl Dez. 1982 | 49,8 % | 36,8 % | 06,3 %  | –      | –       | 06,5 % | 00,6 %   |
| Bürgerschaftswahl Juni 1982 | 55,4 % | 30,4 % | 07,3 %  | –      | –       | 05,8 % | 01,1 %   |
| Bürgerschaftswahl 1978      | 50,3 % | 37,6 % | 02,9 %  | –      | –       | 05,9 % | 03,3 %   |
| Bürgerschaftswahl 1974      | 51,7 % | 32,9 % | –       | –      | –       | 13,2 % | 02,2 %   |
| Bürgerschaftswahl 1970      | 39,4 % | 46,0 % | –       | –      | –       | 10,7 % | 03,9 %   |
| Bürgerschaftswahl 1966      | 37,2 % | 47,9 % | –       | –      | –       | 09,5 % | 05,4 %   |

1) 1978 als Bunte Liste – Wehrt Euch, 1982 bis 2011 als Grüne/GAL.

2) 1991 und 1997 als PDS/Linke Liste; 2001 als PDS.

3) Darunter 17,2 % für die Schill-Partei.

4) Darunter 5,3 % für die Statt Partei.

5) Darunter 8,6 % für die Statt Partei.
Bei Bezirksversammlungswahlen gehört der Stadtteil zum Wahlkreis Lemsahl-Mellingstedt, Duvenstedt, Wohldorf-Ohlstedt, Bergstedt, Volksdorf. Bei Bundestagswahlen zählt Duvenstedt zum Bundestagswahlkreis Hamburg-Nord.

## Kultur und Sehenswürdigkeiten

### Theater
Das Amateurtheater Duvenstedt führt seit 1970 regelmäßig im Frühjahr und Herbst ein plattdeutsches Theaterstück auf, seit 1980 auf der Bühne des Max-Kramp-Hauses, die in jenem Jahr als Anbau fertiggestellt wurde.

### Stadtteilkultur

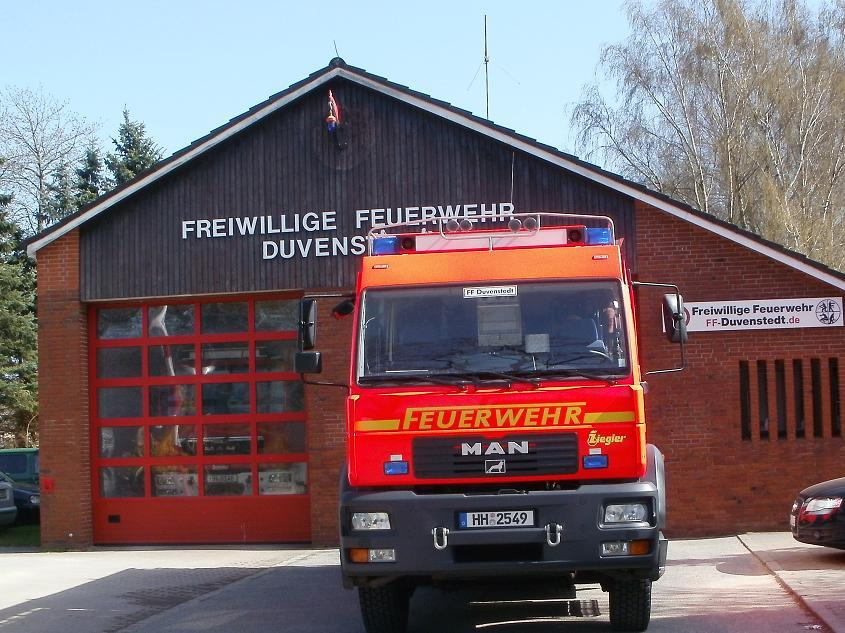
Freiwillige Feuerwehr Duvenstedt

Zentrale Institution des kulturellen Zusammenseins ist – neben den beiden Sportvereinen und der seit 1891 bestehenden Freiwilligen Feuerwehr Hamburg-Duvenstedt – die Vereinigung Duvenstedt. Angesiedelt im nach dem verstorbenen Gründer benannten Max-Kramp-Haus, bietet die Vereinigung Duvenstedt vielen Interessengemeinschaften Raum und Forum. Neben zahlreichen Aktivitäten vor allem für Kinder und Jugendliche kann man dort unter anderem an verschiedenen Kursen, Workshops und ähnlichem teilnehmen, wie beispielsweise Spanisch-Kursen, Feldenkrais oder Krabbelgruppen. Auch das seit 1970 bestehende plattdeutsche Amateur-Theater sowie das Blasorchester sind Teil der Vereinigung Duvenstedt.
2011 feierte Duvenstedt sein 750. Bestehen mit einer Festwoche, die vom Ersten Bürgermeister der Stadt Hamburg, Olaf Scholz, in einem feierlichen Festakt vor geladenem Publikum eröffnet wurde. Es wurde auch eine Chronik des Dorfes herausgegeben.

### Musik
Unter dem Dach der Vereinigung Duvenstedt ist seit 1981 das Orchester Duvenstedt aktiv, das aus dem im Jahre 1967 gegründeten Jugendspielmannszug hervorging. Regelmäßig findet seit 1992 im Frühjahr um Ostern ein Frühjahrskonzert statt, bei dem das Orchester seine neuen Stücke vorstellt. Des Weiteren spielt das Orchester bei privaten und öffentlichen Veranstaltungen wie beispielsweise Stadtteilfesten, Hamburger Hafengeburtstag, Hochzeits- und Geburtstagsfeiern etc. Ebenso begleitet das Orchester regelmäßig die jährlich von der Stadtteil-Initiative Duvenstedt Aktiv e. V. organisierten Veranstaltungen wie z. B. die Maibaum-Aufstellung am 1. Mai oder die Eröffnung des Duvenstedter Lichtermeers am Abend vor dem 1. Advent.
Im Jahre 2007 hat das Orchester Duvenstedt unter anderem mit einem großen Jubiläumskonzert sein 40-jähriges Bestehen gefeiert. Eine ähnliche Jubiläumsveranstaltung konnte 2017 zur Feier des 50. Bestehens unter großer Anteilnahme begeisterter Musikfreunde wiederholt werden.

### Naturdenkmäler
Duvenstedt ist namensgebend für den Duvenstedter Brook. Dieser liegt im Stadtteil Wohldorf-Ohlstedt.

### Sport
Im Stadtteil sind der TSV DUWO 08, der Tennis-Club Eichenhof und der Duvenstedter SV aktiv. Am Duvenstedter Markt ist auch das Vereinsheim des Tanzsportvereins TSC Casino Oberalster.